# دان ستيفنسون (لاعب كرة قدم أمريكية)
دان ستيفنسون (بالإنجليزية: Dan Stevenson)‏ هو لاعب كرة قدم أمريكية أمريكي، ولد في 4 أكتوبر 1982.